# All England
All England er en badmintonturnering i Birmingham i England. Den første badmintonturnering blev spillet i 1898, og allerede året efter begyndte All Englandsmesterskaberne. Turneringen blev indtil 1993 afholdt i London-forstaden Wembley. Turneringen var indtil 1977 betegnet som det uofficielle verdensmesterskab.

## All England-vindere
- Herresingle
- Damesingle
- Herredouble
- Damedouble
- Mixed double

I 2010 havde turneringen jubilæum ved afholdelsen af turnering nr. 100.

## Tidligere vindere
| Year      | Herresingle           | Damesingle              | Herredouble                                    | Damedouble                                  | Mixeddouble                                       |
| --------- | --------------------- | ----------------------- | ---------------------------------------------- | ------------------------------------------- | ------------------------------------------------- |
| 1899      | ingen turnering       | ingen turnering         | D. Oakes Stewart Marsden Massey                | Meriel Lucas Mary Violet Graeme             | D. Oakes Daisey St. John                          |
| 1900      | Sydney H. Smith       | Ethel B. Thomson        | H. L. Mellersh F. S. Collier                   | Meriel Lucas Mary Violet Graeme             | D. Oakes Daisey St. John                          |
| 1901      | H. W. Davies          | Ethel B. Thomson        | H. L. Mellersh F. S. Collier                   | Daisey St. John E. Moseley                  | F. S. Collier Ellen Mary Stawell-Brown            |
| 1902      | Ralph Watling         | Meriel Lucas            | H. L. Mellersh F. S. Collier                   | Ethel B. Thomson Meriel Lucas               | L. U. Ransford E. Moseley                         |
| 1903      | Ralph Watling         | Ethel B. Thomson        | Stewart Marsden Massey E. L. Huson             | Mabel Hardy Dorothea K. Douglas             | George Alan Thomas Ethel B. Thomson               |
| 1904      | Henry Norman Marrett  | Ethel Thomson Larcombe  | Albert Davis Prebble Henry Norman Marrett      | Ethel B. Thomson Meriel Lucas               | Henry Norman Marrett Dorothea K. Douglass         |
| 1905      | Henry Norman Marrett  | Meriel Lucas            | C. T. J. Barnes Stewart Marsden Massey         | Ethel B. Thomson Meriel Lucas               | Henry Norman Marrett Hazel Hogarth                |
| 1906      | Norman Wood           | Ethel Thomson Larcombe  | Henry Norman Marrett George Alan Thomas        | Ethel B. Thomson Meriel Lucas               | George Alan Thomas Ethel B. Thomson               |
| 1907      | Norman Wood           | Meriel Lucas            | Albert Davis Prebble Norman Wood               | G. L. Murray Meriel Lucas                   | George Alan Thomas G. L. Murray                   |
| 1908      | Henry Norman Marrett  | Meriel Lucas            | Henry Norman Marrett George Alan Thomas        | G. L. Murray Meriel Lucas                   | Norman Wood Meriel Lucas                          |
| 1909      | Frank Chesterton      | Meriel Lucas            | Frank Chesterton Albert Davis Prebble          | G. L. Murray Meriel Lucas                   | Albert Davis Prebble Penelope Dora Harvey Boothby |
| 1910      | Frank Chesterton      | Meriel Lucas            | Henry Norman Marrett George Alan Thomas        | Mary K. Bateman Meriel Lucas                | Guy Sautter Dorothy Cundall                       |
| 1911      | Guy Sautter           | Margaret Larminie       | Percy Douglas Fitton Edward Hawthorn           | Alice Gowenlock Dorothy Cundall             | George Alan Thomas Margaret Larminie              |
| 1912      | Frank Chesterton      | Margaret Rivers Tragett | Henry Norman Marrett George Alan Thomas        | Alice Gowenlock Dorothy Cundall             | Edward Hawthorn Hazel Hogarth                     |
| 1913      | Guy Sautter           | Lavinia Clara Radeglia  | Frank Chesterton George Alan Thomas            | Hazel Hogarth Mary K. Bateman               | Guy Sautter M. E. Mayston                         |
| 1914      | Guy Sautter           | Lavinia Clara Radeglia  | Frank Chesterton George Alan Thomas            | Margaret L. Rivers Tragett Eveline Peterson | George Alan Thomas Hazel Hogarth                  |
| 1915 1919 | no competition        | no competition          | no competition                                 | no competition                              | no competition                                    |
| 1920      | George Alan Thomas    | Kitty McKane            | Archibald Frank Engelbach Raoul du Roveray     | Lavinia Clara Radeglia Violet Elton         | George Alan Thomas Hazel Hogarth                  |
| 1921      | George Alan Thomas    | Kitty McKane            | George Alan Thomas Frank Hodge                 | Margaret McKane Stocks Kitty McKane         | George Alan Thomas Hazel Hogarth                  |
| 1922      | George Alan Thomas    | Kitty McKane            | Guy Sautter Frank Devlin                       | Margaret Rivers Tragett Hazel Hogarth       | George Alan Thomas Hazel Hogarth                  |
| 1923      | George Alan Thomas    | Lavinia Clara Radeglia  | Frank Devlin Gordon Mack                       | Margaret Rivers Tragett Hazel Hogarth       | Gordon Mack Margaret Rivers Tragett               |
| 1924      | Gordon Mack           | Kitty McKane            | George Alan Thomas Frank Hodge                 | Margaret McKane Stocks Kitty McKane         | Frank Devlin Kitty McKane                         |
| 1925      | Frank Devlin          | Margaret Stocks         | Herbert Uber A. K. Jones                       | Margaret Rivers Tragett Hazel Hogarth       | Frank Devlin Kitty McKane                         |
| 1926      | Frank Devlin          | Marjorie Barrett        | Frank Devlin Gordon Mack                       | A. M. Head Violet Elton                     | Frank Devlin Kitty McKane                         |
| 1927      | Frank Devlin          | Marjorie Barrett        | Frank Devlin Gordon Mack                       | Margaret L. Rivers Tragett Hazel Hogarth    | Frank Devlin Kitty McKane                         |
| 1928      | Frank Devlin          | Margaret Rivers Tragett | George Alan Thomas Frank Hodge                 | Marjorie Barrett Violet Elton               | Albert Edward Harbot Margaret Rivers Tragett      |
| 1929      | Frank Devlin          | Marjorie Barrett        | Frank Devlin Gordon Mack                       | Marjorie Barrett Violet Elton               | Frank Devlin Marian Horsley                       |
| 1930      | Donald C. Hume        | Marjorie Barrett        | Frank Devlin Gordon Mack                       | Marjorie Barrett Violet Elton               | Herbert Uber Betty Uber                           |
| 1931      | Frank Devlin          | Marjorie Barrett        | Frank Devlin Gordon Mack                       | Marian Horsley Betty Uber                   | Herbert Uber Betty Uber                           |
| 1932      | Ralph Nichols         | Leoni Kingsbury         | Donald C. Hume Raymond M. White                | Marjorie Barrett Leoni Kingsbury            | Herbert Uber Betty Uber                           |
| 1933      | Raymond M. White      | Alice Woodroffe         | Donald C. Hume Raymond M. White                | Marjorie Bell Thelma Kingsbury              | Donald C. Hume Betty Uber                         |
| 1934      | Ralph Nichols         | Leoni Kingsbury         | Donald C. Hume Raymond M. White                | Marjorie Henderson Thelma Kingsbury         | Donald C. Hume Betty Uber                         |
| 1935      | Raymond M. White      | Betty Uber              | Donald C. Hume Raymond M. White                | Marjorie Henderson Thelma Kingsbury         | Donald C. Hume Betty Uber                         |
| 1936      | Ralph Nichols         | Thelma Kingsbury        | Leslie Nichols Ralph Nichols                   | Marjorie Henderson Thelma Kingsbury         | Donald C. Hume Betty Uber                         |
| 1937      | Ralph Nichols         | Thelma Kingsbury        | Leslie Nichols Ralph Nichols                   | Betty Uber Diana Doveton                    | Ian Maconachie Thelma Kingsbury                   |
| 1938      | Ralph Nichols         | Daphne Young            | Leslie Nichols Ralph Nichols                   | Betty Uber Diana Doveton                    | Raymond M. White Betty Uber                       |
| 1939      | Tage Madsen           | Dorothy Walton          | Thomas Boyle James Rankin                      | Ruth Dalsgaard Tonny Olsen                  | Ralph Nichols Bessie M. Staples                   |
| 1940 1946 | ingen turnering       | ingen turnering         | ingen turnering                                | ingen turnering                             | ingen turnering                                   |
| 1947      | Conny Jepsen          | Marie Ussing            | Tage Madsen Poul Holm                          | Tonny Ahm Kirsten Thorndahl                 | Poul Holm Tonny Ahm                               |
| 1948      | Jørn Skaarup          | Kirsten Thorndahl       | Preben Dabelsteen Børge Frederiksen            | Tonny Ahm Kirsten Thorndahl                 | Jørn Skaarup Kirsten Thorndahl                    |
| 1949      | David G. Freeman      | Aase Schiøtt Jacobsen   | Ooi Teik Hock Teoh Seng Khoon                  | Betty Uber Queenie Allen                    | Clinton Stephens Patricia Stephens                |
| 1950      | Wong Peng Soon        | Tonny Ahm               | Jørn Skaarup Preben Dabelsteen                 | Tonny Ahm Kirsten Thorndahl                 | Poul Holm Tonny Ahm                               |
| 1951      | Wong Peng Soon        | Aase Schiøtt Jacobsen   | David Choong Eddy Choong                       | Tonny Ahm Kirsten Thorndahl                 | Poul Holm Tonny Ahm                               |
| 1952      | Wong Peng Soon        | Tonny Ahm               | David Choong Eddy Choong                       | Tonny Ahm Aase Schiøtt Jacobsen             | Poul Holm Tonny Ahm                               |
| 1953      | Eddy Choong           | Marie Ussing            | David Choong Eddy Choong                       | Iris Rogers June White                      | David Choong June White                           |
| 1954      | Eddy Choong           | Judy Devlin             | Ooi Teik Hock Ong Poh Lim                      | Sue Devlin Judy Devlin                      | John Best Iris Cooley                             |
| 1955      | Wong Peng Soon        | Margaret Varner         | Finn Kobberø Jørgen Hammergaard Hansen         | Iris Rogers June White                      | Finn Kobberø Kirsten Thorndahl                    |
| 1956      | Eddy Choong           | Margaret Varner         | Finn Kobberø Jørgen Hammergaard Hansen         | Sue Devlin Judy Devlin                      | Tony Jordan June Timperley                        |
| 1957      | Eddy Choong           | Judy Devlin             | Joe Alston Johnny Heah                         | Anni Hammergaard Hansen Kirsten Thorndahl   | Finn Kobberø Kirsten Thorndahl                    |
| 1958      | Erland Kops           | Judy Devlin             | Erland Kops Poul-Erik Nielsen                  | Margaret Varner Heather Ward                | Tony Jordan June Timperley                        |
| 1959      | Tan Joe Hok           | Heather Ward            | Lim Say Hup Teh Kew San                        | Iris Rogers June White Timperley            | Poul-Erik Nielsen Inge Birgit Hansen              |
| 1960      | Erland Kops           | Judy Devlin             | Finn Kobberø Poul-Erik Nielsen                 | Sue Devlin Judy Devlin                      | Finn Kobberø Kirsten Granlund                     |
| 1961      | Erland Kops           | Judy Hashman            | Finn Kobberø Jørgen Hammergaard Hansen         | Judy Hashman Sue Devlin Peard               | Finn Kobberø Kirsten Granlund                     |
| 1962      | Erland Kops           | Judy Hashman            | Finn Kobberø Jørgen Hammergaard Hansen         | Judy Hashman Tonny Holst-Christensen        | Finn Kobberø Ulla Rasmussen                       |
| 1963      | Erland Kops           | Judy Hashman            | Finn Kobberø Jørgen Hammergaard Hansen         | Judy Hashman Sue Devlin Peard               | Finn Kobberø Ulla Rasmussen                       |
| 1964      | Knud Aage Nielsen     | Judy Hashman            | Finn Kobberø Jørgen Hammergaard Hansen         | Karin Jørgensen Ulla Rasmussen              | Tony Jordan Jennifer Pritchard                    |
| 1965      | Erland Kops           | Ursula Smith            | Ng Boon Bee Tan Yee Khan                       | Karin Jørgensen Ulla Rasmussen              | Finn Kobberø Ulla Strand                          |
| 1966      | Tan Aik Huang         | Judy Hashman            | Ng Boon Bee Tan Yee Khan                       | Judy Hashman Sue Devlin Peard               | Finn Kobberø Ulla Strand                          |
| 1967      | Erland Kops           | Judy Hashman            | Henning Borch Erland Kops                      | Imre Rietveld Ulla Strand                   | Svend Pri Ulla Strand                             |
| 1968      | Rudy Hartono          | Eva Twedberg            | Henning Borch Erland Kops                      | Minarni Sudaryanto Retno Koestijah          | Tony Jordan Sue Pound                             |
| 1969      | Rudy Hartono          | Hiroe Yuki              | Henning Borch Erland Kops                      | Margaret Boxall Sue Pound Whetnall          | Roger Mills Gillian Perrin                        |
| 1970      | Rudy Hartono          | Etsuko Takenaka         | Tom Bacher Poul Petersen                       | Margaret Boxall Sue Pound Whetnall          | Per Walsøe Pernille Mølgaard Hansen               |
| 1971      | Rudy Hartono          | Eva Twedberg            | Ng Boon Bee Punch Gunalan                      | Noriko Takagi Hiroe Yuki                    | Svend Pri Ulla Strand                             |
| 1972      | Rudy Hartono          | Noriko Nakayama         | Christian Hadinata Ade Chandra                 | Machiko Aizawa Etsuko Takenaka              | Svend Pri Ulla Strand                             |
| 1973      | Rudy Hartono          | Margaret Beck           | Christian Hadinata Ade Chandra                 | Machiko Aizawa Etsuko Takenaka              | Derek Talbot Gillian Gilks                        |
| 1974      | Rudy Hartono          | Hiroe Yuki              | Tjun Tjun Johan Wahjudi                        | Margaret Beck Gillian Gilks                 | David Eddy Susan Whetnall                         |
| 1975      | Svend Pri             | Hiroe Yuki              | Tjun Tjun Johan Wahjudi                        | Machiko Aizawa Etsuko Takenaka              | Elliot Stuart Nora Gardner                        |
| 1976      | Rudy Hartono          | Gillian Gilks           | Bengt Fröman Thomas Kihlström                  | Gillian Gilks Sue Pound Whetnall            | Derek Talbot Gillian Gilks                        |
| 1977      | Flemming Delfs        | Hiroe Yuki              | Tjun Tjun Johan Wahjudi                        | Etsuko Toganoo Emiko Ueno                   | Derek Talbot Gillian Gilks                        |
| 1978      | Liem Swie King        | Gillian Gilks           | Tjun Tjun Johan Wahjudi                        | Atsuko Tokuda Mikiko Takada                 | Mike Tredgett Nora Perry                          |
| 1979      | Liem Swie King        | Lene Køppen             | Tjun Tjun Johan Wahjudi                        | Verawaty Imelda Wiguna                      | Christian Hadinata Imelda Wiguna                  |
| 1980      | Prakash Padukone      | Lene Køppen             | Tjun Tjun Johan Wahjudi                        | Gillian Gilks Nora Perry                    | Mike Tredgett Nora Perry                          |
| 1981      | Liem Swie King        | Hwang Sun-ai            | Rudy Heryanto Hariamanto Kartono               | Nora Perry Jane Webster                     | Mike Tredgett Nora Perry                          |
| 1982      | Morten Frost          | Zhang Ailing            | Razif Sidek Jalani Sidek                       | Lin Ying Wu Dixi                            | Martin Dew Gillian Gilks                          |
| 1983      | Luan Jin              | Zhang Ailing            | Thomas Kihlström Stefan Karlsson               | Xu Rong Wu Jianqiu                          | Thomas Kihlström Nora Perry                       |
| 1984      | Morten Frost          | Li Lingwei              | Rudy Heryanto Hariamanto Kartono               | Lin Ying Wu Dixi                            | Martin Dew Gillian Gilks                          |
| 1985      | Zhao Jianhua          | Han Aiping              | Kim Moon-soo Park Joo-bong                     | Han Aiping Li Lingwei                       | Billy Gilliland Nora Perry                        |
| 1986      | Morten Frost          | Kim Yun-ja              | Kim Moon-soo Park Joo-bong                     | Chung Myung-hee Hwang Hye-young             | Park Joo-bong Chung Myung-hee                     |
| 1987      | Morten Frost          | Kirsten Larsen          | Li Yongbo Tian Bingyi                          | Chung Myung-hee Hwang Hye-young             | Lee Deuk-choon Chung Myung-hee                    |
| 1988      | Ib Frederiksen        | Gu Jiaming              | Li Yongbo Tian Bingyi                          | Chung So-young Kim Yun-ja                   | Wang Pengren Shi Fangjing                         |
| 1989      | Yang Yang             | Li Lingwei              | Lee Sang-bok Park Joo-bong                     | Chung Myung-hee Chung So-young              | Park Joo-bong Chung Myung-hee                     |
| 1990      | Zhao Jianhua          | Susi Susanti            | Kim Moon-soo Park Joo-bong                     | Chung Myung-hee Hwang Hye-young             | Park Joo-bong Chung Myung-hee                     |
| 1991      | Ardy Wiranata         | Susi Susanti            | Li Yongbo Tian Bingyi                          | Chung So-young Hwang Hye-young              | Park Joo-bong Chung Myung-hee                     |
| 1992      | Liu Jun               | Tang Jiuhong            | Rudy Gunawan Eddy Hartono                      | Yao Fen Lin Yanfen                          | Thomas Lund Pernille Dupont                       |
| 1993      | Heryanto Arbi         | Susi Susanti            | Jon Holst-Christensen Thomas Lund              | Chung So-young Gil Young-ah                 | Jon Holst-Christensen Grete Mogensen              |
| 1994      | Heryanto Arbi         | Susi Susanti            | Rudy Gunawan Bambang Suprianto                 | Chung So-young Gil Young-ah                 | Nick Ponting Joanne Wright                        |
| 1995      | Poul-Erik Høyer       | Lim Xiaoqing            | Rexy Mainaky Ricky Subagja                     | Gil Young-ah Jang Hye-ock                   | Thomas Lund Marlene Thomsen                       |
| 1996      | Poul-Erik Høyer       | Bang Soo-hyun           | Rexy Mainaky Ricky Subagja                     | Ge Fei Gu Jun                               | Park Joo-bong Ra Kyung-min                        |
| 1997      | Dong Jiong            | Ye Zhaoying             | Ha Tae-kwon Kang Kyung-jin                     | Ge Fei Gu Jun                               | Liu Yong Ge Fei                                   |
| 1998      | Sun Jun               | Ye Zhaoying             | Lee Dong-soo Yoo Yong-sung                     | Ge Fei Gu Jun                               | Kim Dong-moon Ra Kyung-min                        |
| 1999      | Peter Gade            | Ye Zhaoying             | Tony Gunawan Candra Wijaya                     | Chung Jae-hee Ra Kyung-min                  | Simon Archer Joanne Goode                         |
| 2000      | Xia Xuanze            | Gong Zhichao            | Ha Tae-kwon Kim Dong-moon                      | Ge Fei Gu Jun                               | Kim Dong-moon Ra Kyung-min                        |
| 2001      | Pullela Gopichand     | Gong Zhichao            | Tony Gunawan Halim Haryanto                    | Gao Ling Huang Sui                          | Zhang Jun Gao Ling                                |
| 2002      | Chen Hong             | Camilla Martin          | Ha Tae-kwon Kim Dong-moon                      | Gao Ling Huang Sui                          | Kim Dong-moon Ra Kyung-min                        |
| 2003      | Muhammad Hafiz Hashim | Zhou Mi                 | Sigit Budiarto Candra Wijaya                   | Gao Ling Huang Sui                          | Zhang Jun Gao Ling                                |
| 2004      | Lin Dan               | Gong Ruina              | Jens Eriksen Martin Lundgaard Hansen           | Gao Ling Huang Sui                          | Kim Dong-moon Ra Kyung-min                        |
| 2005      | Chen Hong             | Xie Xingfang            | Cai Yun Fu Haifeng                             | Gao Ling Huang Sui                          | Nathan Robertson Gail Emms                        |
| 2006      | Lin Dan               | Xie Xingfang            | Jens Eriksen Martin Lundgaard Hansen           | Gao Ling Huang Sui                          | Zhang Jun Gao Ling                                |
| 2007      | Lin Dan               | Xie Xingfang            | Koo Kien Keat Tan Boon Heong                   | Wei Yili Zhang Yawen                        | Zheng Bo Gao Ling                                 |
| 2008      | Chen Jin              | Tine Rasmussen          | Jung Jae-sung Lee Yong-dae                     | Lee Hyo-jung Lee Kyung-won                  | Zheng Bo Gao Ling                                 |
| 2009      | Lin Dan               | Wang Yihan              | Cai Yun Fu Haifeng                             | Zhang Yawen Zhao Tingting                   | He Hanbin Yu Yang                                 |
| 2010      | Lee Chong Wei         | Tine Rasmussen          | Jonas Rasmussen Lars Paaske                    | Yu Yang Du Jing                             | Zhang Nan Zhao Yunlei                             |
| 2011      | Lee Chong Wei         | Wang Shixian            | Mathias Boe Carsten Mogensen                   | Wang Xiaoli Yu Yang                         | Xu Chen Ma Jin                                    |
| 2012      | Lin Dan               | Li Xuerui               | Jung Jae-sung Lee Yong-dae                     | Zhao Yunlei Tian Qing                       | Tantowi Ahmad Lilyana Natsir                      |
| 2013      | Chen Long             | Tine Baun               | Liu Xiaolong Qiu Zihan                         | Wang Xiaoli Yu Yang                         | Tantowi Ahmad Lilyana Natsir                      |
| 2014      | Lee Chong Wei         | Wang Shixian            | Mohammad Ahsan Hendra Setiawan                 | Wang Xiaoli Yu Yang                         | Tantowi Ahmad Lilyana Natsir                      |
| 2015      | Chen Long             | Carolina Marín          | Mathias Boe Carsten Mogensen                   | Bao Yixin Tang Yuanting                     | Zhang Nan Zhao Yunlei                             |
| 2016      | Lin Dan               | Nozomi Okuhara          | Vladimir Ivanov Ivan Sozonov                   | Misaki Matsutomo Ayaka Takahashi            | Praveen Jordan Debby Susanto                      |
| 2017      | Lee Chong Wei         | Tai Tzu-ying            | Marcus Fernaldi Gideon Kevin Sanjaya Sukamuljo | Chang Ye-na Lee So-hee                      | Lu Kai Huang Yaqiong                              |
| 2018      | Shi Yuqi              | Tai Tzu-ying            | Marcus Fernaldi Gideon Kevin Sanjaya Sukamuljo | Kamilla Rytter Juhl Christinna Pedersen     | Yuta Watanabe Arisa Higashino                     |
| 2019      | Kento Momota          | Chen Yufei              | Mohammad Ahsan Hendra Setiawan                 | Chen Qingchen Jia Yifan                     | Zheng Sifei Huang Yaqiong                         |
| 2020      | Viktor Axelsen        | Tai Tzu-ying            | Hiroyuki Endo Yuta Watanabe                    | Yuki Fukushima Sayaka Hirota                | Praveen Jordan Melati Daeva Oktavianti            |

## Steder for turneringens afholdelse
Turneringen er vokset fra 8 forskellige sportshaller, og spilles nu på National Indoor Arena (sponsornavn Barclaycard Arena) i Birmingham.
| Aktive år | Sportshal                                 | Sted                   |
| --------- | ----------------------------------------- | ---------------------- |
| 1899–1901 | Hovedkvarter for London Scottish Rifles   | Buckingham Gate        |
| 1902      | Crystal Palace Central Transept           | Sydenham Hill          |
| 1903–1909 | London Rifles Brigade's City Headquarters | Bunhill Row, Islington |
| 1910–1939 | Lindley Hall, Vincent Square              | Westminster, London    |
| 1947–1949 | Harringay Arena, North London Stadium     | North London           |
| 1950–1956 | Empress Hall                              | Earl's Court           |
| 1957–1993 | Wembley Arena                             | Wembley, London        |
| 1994–     | National Indoor Arena                     | Birmingham             |